# Léopold Hulot
Pour les articles homonymes, voir Hulot.
Léopold-Hyacinte Hulot (né le 16 juillet 1923 à Vannes (France) - mort le 27 septembre 1948 près de Nong Het (en) (province de Xieng Khouang, Laos)) est un militaire français. Il est l'un des 177 commandos du 1er Bataillon de Fusiliers Marins Commandos (Commandos Kieffer) de la France libre qui débarquent en Normandie le 6 juin 1944 pendant l'opération Neptune.

## Biographie
Né à Vannes en 1923, Léopold effectue ses études dans la même ville et se destine à devenir instituteur lorsque se produit la défaite des forces armées françaises lors de la bataille de France au début de la seconde guerre Mondiale et la signature de l'armistice par le gouvernement Pétain. En juillet 1941, Léopold, refusant la défaite, décide de rejoindre la France libre et le général De Gaulle à Londres. Léopold est capturé après son passage de la frontière espagnole et incarcéré dans le camp de concentration franquiste de Miranda de Ebro. Par précaution, il se fait passer alors pour un canadien et se fait expulser vers Gibraltar en mars 1942. Libéré, il rejoint Londres et est reçu par De Gaulle. À son départ de Bretagne, Léopold s'était doté d'une autre mission, rapporter à son fils un souvenir de la tombe de Jeanne de Gaulle, mère du général, morte le 16 juillet 1940 et inhumée dans le cimetière de Paimpont.

### Carrière militaire
À son arrivée à Londres, il intègre l'École militaire des cadets de la France libre (promotion Fezzan-Tunisie). En juin 1943, il est nommé aspirant et est affecté au 1er bataillon de fusiliers marins commandos (Commandos Kieffer). Avant le débarquement, il participe à de missions de reconnaissance sur les côtes françaises. Au cours d'une de ses missions, il prend le commandement du groupe franco-britannique dont il est second après que son chef eût été gravement blessé. Il achève la mission dans des conditions difficiles et obtient sa première citation (Croix de Guerre avec étoile de bronze à l'ordre du régiment). 
Nommé sous-lieutenant, il participe le 6 juin 1944 avec le 1er bataillon de fusiliers marins commandos (Commandos Kieffer) (Troop 8 - Badge 064 - Matricule 54759 Terre) à l'opération Neptune. Le 1er BFMC, fort de deux Troops de combat et d’une 1/2 Troop d’appui (K-Guns), débarque avec à sa tête le capitaine de corvette Philippe Kieffer à bord de deux barges (la troupe n° 1 prend place à bord du LCI 527 et la troupe no 8 à bord du LCI 523. Les sections de commandement et « K-Guns » sont réparties sur chacun des deux LCI) vers 07h25 en face du lieu-dit La Brèche sur la commune d'Hermanville-sur-Mer (Sword Beach). Blessé le jour J (une blessure superficielle à l'épaule, une au biceps gauche, quatre superficielles à la cuisse gauche et deux au pied droit), il est contraint d'être évacué vers l'Angleterre le 13 juin et est soigné dans un hôpital de Newcastle. 
Il rejoint son unité en août 1944 et participe après la bataille de Normandie à la libération de la Belgique et des Pays-Bas. Il prend part au débarquement sur l'île de Walcheren le 1er novembre et aux raids menés en décembre sur l’île de Schouwen dans le but de recueillir des renseignements sur les positions allemandes.
Après la fin de la guerre, il vit quelques mois en Allemagne. Le 6 août 1946, il est nommé chevalier de la Légion d'honneur. Il se porte volontaire pour la campagne d'Indochine, nommé lieutenant, il est affecté au 5e bataillon de chasseurs laotiens. Le 27 septembre 1948, au retour d'un raid contre les forces ennemis dans le district de Nong Het (en) dans le nord du Laos, sa section tombe sur des mines et grenades. Une grenade piégée explose le blessant grièvement. Léopold Hulot décède quelques heures plus tard. Le corps de ce dernier sera rapatrié en 1950 en France et enterré au cimetière militaire de Sainte-Anne-d'Auray.

## Famille
Son père, Constant Hulot, est conducteur du chef d'escadron Maurice Guillaudot, commandant la compagnie de gendarmerie du Morbihan et chef de l'Armée secrète dans le Morbihan pendant la Seconde Guerre mondiale. 

## Postérité

### Distinctions et récompenses
- Chevalier de la Légion d'honneur (6 août 1946)
- Croix de guerre 1939–1945
- Médaille des évadés
- Insigne des blessés militaires
- Médaille commémorative des services volontaires dans la France libre

### Hommages
- Une rue porte son nom à Vannes
- Une rue et une place portent son nom à Auray
- Un cours du brevet élémentaire de l'école des fusiliers marins (175e session du 1er janvier au 1er mai 1976) porte son nom